# NGC 5619C
NGC 5619C је спирална галаксија у сазвежђу Девица која се налази на NGC листи објеката дубоког неба.
Деклинација објекта је + 4° 46' 47" а ректасцензија 14h 27m 29,6s. Привидна величина (магнитуда) објекта NGC 5619 износи 14,3 а фотографска магнитуда 15,1. NGC 5619C је још познат и под ознакама UGC 9258, MCG 1-37-13, CGCG 47-47, PGC 51622.